# 八零九零
《八零九零》（英語：Octogenarian and the 90s），2021年的中國大陸现代都市轻喜情感電視劇，由徐纪周担任总导演，易军执导，白敬亭、 吴倩领衔主演，主要講述一班「90後」與老人家的故事，並以社会议题「养老」，展现家庭、社会和个人的和谐发展。入榜第32屆華鼎獎中國電視劇滿意度調查百強榜單。

## 劇情簡介
《八零九零》裡的“八零”指的是年已八十的老人；“九零”则表示出生於九零后。此剧讲述了“陽光之家”是叶小妹奶奶創辦的養老院，規模不是不大，裡面住著一群性格迥異，年已八十的老人。一天，奶奶被確診患上肝癌，臨終前把那間凝聚了她一生心血的養老院交給葉小妹打理。“九零后”思維和熱情，虽然給養老院注入了新活力，但是葉小妹与各有故事的老人們衝突不斷。不仅如此，隨著政府推進城市規劃，“陽光之家”被列入拆遷範圍。最終，放不下奶奶养老院的小妹決定重建養老院——“新陽光之家”，以照顧“阿爾茲海默症”人群，承擔自己应负的責任。

## 演員列表

### 主要演員
| 演員   | 角色   | 介紹 |
| 白敬亭 | 过三爽 | 售卖保健品的销售员兼未来保健公司科技的销售经理 一个滑头的保健品推销员，身背老爸负债，和爷爷相依为命。在一个叫“未来”的保健品公司做推销员，专门哄着老人们买保健品。作为保健品销售，他为了达成业绩让爷爷住进“阳光之家”养老院，由此开启了他与高龄老顽童们的故事，他也在这过程中走出了人生的低谷。 |
| 吴倩   | 叶小妹 | 金牌调解员，林院长的孙女，嘴硬心软，从小在养老院长大。自幼喜欢画画但没有什么大成就，在奶奶庇护下考到驾照没摸过方向盘，做饭难以下咽，但她富有责任感，充满生命力，在得知奶奶患肝癌后决定接手养老院。                                                                                            |

### 其他演員
| 演員   | 角色     | 介紹 |
| 倪大红 | 过爷     | 过三爽的爷爷，曾经的金牌厨神，外表霸气内心呆萌。做了半辈子大厨的过江东失去味觉，但对孙子过三爽做菜依然很严格，这是职业习惯使然，他决定住进养老院，并不是被逼无奈，而是对养老院住宿和饮食比较满意，而且动了黄昏恋的心思。 |
| 李建义 | 不高兴   | 鳏居老人，性格孤僻，嗜酒成性，成天绷着一张不高兴”的脸。叶小妹初人养老院时，把他气进了医院。不过可谓是“不打不相识”，叶小妹接任院长之后，他却成了她的拥趸，每每为她的事强出头，把她当亲孙女疼爱。                          |
| 杨新鸣 | 石长生   | |
| 吴冕   | 林素芬   | 叶小妹的奶奶，阳光养老院现任院长，十练又威严里。 熟知养老院里每一个老人的过往和喜厌，希望找到一个靠谱的新院长，能够延续她的理念，替她信守当年对战友们“养老迭终”的承诺，将这个非盈利性的养老院开办到底。                  |
| 高鑫   | 过铁林   | 過三爽的爸爸，因為欠債、酗酒的問題，造成爸爸和兒子的負擔。 |
| 谢兰   | 金鹂     | |
| 杨青   | 胡梦     | |
| 沙景昌 | 蔣六毛   | 一個非常信奉[毛主義]的老人，在養老院有自己的菜園。 |
| 沈丹萍 | 吴慧妈妈 | |
| 刘羽琦 | 乔伊     | |

## 電視劇原聲帶
| 《八零九零》電視劇原聲帶 | 《八零九零》電視劇原聲帶 | 《八零九零》電視劇原聲帶 | 《八零九零》電視劇原聲帶 | 《八零九零》電視劇原聲帶 | 《八零九零》電視劇原聲帶 |
| 曲序                     | 曲目                     |                          | 作曲                     | 编曲                     | 演唱                     |
| ------------------------ | ------------------------ | ------------------------ | ------------------------ | ------------------------ | ------------------------ |
| 1.                       | 人生啊（片頭曲）         | 陳曦                     | 董冬冬                   | 闫天午                   | 劉宇寧                   |
| 2.                       | 陪伴（片尾曲）           | 陳曦                     | 董冬冬                   | 闫天午                   | 金玟岐                   |
| 3.                       | 糖（插曲）               | 陳曦                     | 陳曦                     | 薛峰                     | 劉惜君                   |
| 4.                       | 牽掛（插曲）             | 陳曦                     | 董冬冬                   | 闫天午                   | 劉美麟                   |
| 5.                       | 放過（插曲）             | 陳曦                     | 董冬冬                   | 闫天午                   | 馬頔                     |

## 制作
於2020年7月10日在南京開機，同年10月26日杀青。
2021年4月21日湖南卫视金鹰独播剧场首播。臺灣由愛奇藝國際站、LiTV 線上影視、myVideo自4月21日起同步跟播。

## 獎項
| 年份 | 頒獎典禮   | 獎項                         | 评论     | 結果 | 参考資料 |
| ---- | ---------- | ---------------------------- | -------- | ---- | -------- |
| 2021 | 32屆華鼎獎 | 中國電視劇滿意度調查百強榜單 | 八零九零 | 待定 | [ 10 ]   |